# Something Nice Back Home
"Something Nice Back Home" er tiende afsnit af fjerde sæson af den amerikanske tv-serie Lost, og hele seriens 79. afsnit. Det blev sendt 1. maj på American Broadcasting Company i USA og CTV i Canada. Afsnittet er instrueret af Stephen Williams og skrevet af Edward Kitsis og Adam Horowitz. Anmeldelserne af afsnittet bærer præg af at det ikke har løftet opgaven fra forrige afsnit, "The Shape of Things to Come," og for at have en langsom og overflødig historie. Afsnittet var skrevet 10. marts 2008, og blev udformet samtidig med "The Shape of Things to Come" og "Cabin Fever". Optagelserne begyndte 25. marts samtidig med forrige afsnit.
Jack Shephard (Matthew Fox) lider under en tiltagende svækkelse, hvis løsning forudsætter et samarbejde mellem Juliet Burke (Elizabeth Mitchell) og Kate Austen (Evangeline Lilly). Alt imens fortsætter James "Sawyer" Ford (Josh Holloway), Miles Straume (Ken Leung) og Claire Littleton (Emilie de Ravin) deres færd videre fra John Lockes (Terry O'Quinn) lejr til stranden, og løber næsten i frontal konfrontation mod de landsatte militære enheder fra fragtskibet Kahana.

## Synopsis

### På øen
Alvoren af Jacks blindtarmsbetændelse eskalerer, og Juliet iværksætter en operation efter han kollapser. Charlotte Staples Lewis (Rebecca Mader), Daniel Faraday (Jeremy Davies), Sun-Hwa Kwon (Yunjin Kim) og Jin-Soo Kwon (Daniel Dae Kim) tager til Dharma Initiatives The Staff, hvorfra de skal bringe medicinsk udstyr tilbage til stranden. Akkompagneringen af Daniel og Charlotte sker under stor mistillid fra de overlevende, og Jin erfarer også at Charlotte hemmelighedsfulgt forstår og snakker koreansk. Han konfronterer hende på stranden, og hun efterkommer hans ønske om at sikre Sun en plads på helikopteren, når den kommer tilbage. Under operationen ønsker Jack at være vågen for ikke at miste kontrol og overblik, hvorfor Kate skal holde et spejl mens Juliet opererer blindtarmen væk. Men smerterne bliver for intense, og Juliet og Bernard Nadler (Sam Anderson) beslutter i samråd at bedøve Jack med kloroform. Efter operationen fortæller Juliet Kate at Jack har kysset hende, men kun for at overbevise sig selv om at han ikke elskede en anden: Kate.
Mens Sawyer, Claire og Miles fortsætter gennem junglen opdager de ligene af Danielle Rousseau (Mira Furlan) og Karl (Blake Bashoff). Senere, møder de Frank Lapidus (Jeff Fahey) der advarer dem mod Martin Keamys (Kevin Durand) nærvære. Ved Keamy og hans troppers ankomst gemmer de tre sig i en busk, mens Lapidus distraherer Keamy. Aaron giver lyd fra sig, og lederen af de militære enheder bliver suspekt, men lægger slutteligt episoden fra sig. Senere på dagen beordrer Sawyer Miles til at holde afstand fra Claire, ikke at snakke til hende og ikke at kigge på hende. Om natten ser Claire Christian Shephard (John Terry) med Aaron i sine arme, og Claire forlader bålpladsen. Ved morgenstund løber Sawyer ud for at opsøge den nybagte mor, men han finder kun babyen efterladt ved et træ.

### Flashforward
Nogen tid efter retssagen hvor Jack vidnede for Kate, er de flyttet sammen og opdrager i fællesskab Aaron. Jack er vendt tilbage i sit job som læge ved St. Sebastians Hospital i Los Angeles, men får en besked om at besøge Hugo "Hurley" Reyes (Jorge Garcia) – hvis psykiske behandling er gået på et sidespor – og der lærer han at Charlie Pace (Dominic Monaghan) har leveret en besked om at Jack ikke skal opfostre Aaron. Han begynder at hallucinere og se sin afdøde far for sig, og får desuden en kollega til at udskrive recept på det selvsamme medicin som Hurley anvender. Senere, frier han til Kate, men efter at have overhørt en telefonsamtale og bemærket hendes undskyldninger for diverse hændelser, bliver han suspekt.  Kate indrømmer at have løbet erinder for Sawyer, der har besluttet at blive på øen. I det følgende skænderi røber Jack overfor Aaron, at Kate ikke er hans biologiske mor.

## Modtagelse
Chris Carabott fra IGN giver 7,5 ud af 10 mulige i karakter. Han bemærker Jacks nedadgående betydning i fjerde sæson, og mener at historien om hans sygdom er middelmådig. Dan Compora fra SyFy Portal mener at afsnittet led under en langsom, overflødig og uoriginal historie. Han konkluderer blandt andet: "All in all, this was a good episode, but it was nothing special. Despite the fact that Matthew Fox has become a much better actor over the years, this season has seen much stronger lead performances from Michael Emerson and Henry Ian Cusick". Jay Glatfelter fra Huffington Post skriver: "Once again we had another season 4 episode of Lost that definitely satisfied. The entire episode did a great job of moving the story forward while helping us solves some mysteries or ideas from the past". Peter Sorenson fra Bleeping Geek havde forventet at "Something Nice Back Home" ikke kunne løfte Brian K. Vaughan og Drew Goddards forfatterarbejde på forrige afsnit, "The Shape of Things to Come," og mener springet mellem de to tydeligt indikerer variationen af forfattere i Lost-staben. Han fremhæver Vaughan og Goddard som værende kompetente til science-fiction og action, mens Adam Horowitz omtales med reference til Felicity. Sorensen gætter på det forklarer "Something Nice Back Home"'s rolig- og kedsommelighed. Ross Miller fra Blogcritics Magazine fremhæver afsnittets brug af et mere karakterdrevent plot som et positivt element, men er irriteret over at man ikke har set mere til fragtskibet Kahana. Erin Martell fra TV Squad synes ligesom andre anmeldere at afsnittet fungerer godt som et "pusterum," og i hendes henseende specielt for publikummet til at bearbejde Danielles og Karls død. Michael Szul fra fanboymagazine.com mener ikke at scenerne mellem Kate og Jack er et problem for afsnittet, og er glad for at få indsigt i Jacks ustabile pyske og kilde til samme. UHF Viewer giver A- i karakter. Drew fra TV Jab giver karakteren B og indleder med "After last week’s amazing episode, this week left me saying…meh." Han fremhæver blandt andet at Jack – for en leder at være – ofte kommer i diverse problemer der ikke kendetegner den stærke lederrolle. Han synes afsnittet mangler større afsløringer, men fungerer som grundlag for næste afsnit. Sidereel.com skriver blandt andet: "This week's Lost was a.ma.zing! Something Nice Back Home didn't have a lot of drama on the island, but there were a couple big and important things going on there and definitely in the "flash forwards" for Jack!". Daniel fra TMZ mener at det er godt afsnit, men synes ikke hverken afsnittet eller sæsonen som helhed har leveret det helt store hvad angår seriens overordnede mytologi og historie, og han savner at se mere til Desmond.
Verne Gay fra Newsday beskriver afsnittet som "another fine, fine Lost".  Alan Sepinwall fra The Star-Ledger giver det en blandet anmeldelse, med ordene: "I find [Jack] and his love life simultaneously boring and obnoxious … [and] insufferable"; Men han nød sidehistorierne, samt Matthew Fox og Jorge Garcias skuespil. Karla Peterson fra  The San Diego Union-Tribune komplementerede "Something Nice Back Home" med karakteren A og ordene: "... one of those dense, chewy episodes in which a lot of stuff happened to a lot of people, and the foundation was laid for one hell of a season finale." Hun hylder Matthew Fox, Evangeline Lilly, Jorge Garcia, Elizabeth Mitchell and Jeremy Davies' arbejde "Something Nice Back Home". Tom Iacuzio fra The Daytona Beach News-Journal mener Jeremy Davies optræden fortjener en Emmy Award. Jeff Jensen fra Entertainment Weekly siger at "Something Nice Back Home" var "partly a transitional passage in the Lost saga, a busywork episode designed to put all the characters in position for the year's big finale" og "[Jack's] appendicitis [was] the kind of hardcore castaway survival plotline we haven't really seen since season 1.  Combined with a strong character-driven flash story, it was very old school Lost".

## Trivia
- Som en reference til Star Wars træder Jack på en model af Tusindårsfalken.
- Jack læser op fra Alice i Eventyrland, hvilket er en hyppig kulturel reference i Lost.

## Fodnoter
1. ↑  Lindelof, Damon & Cuse, Carlton, (10. marts 2008) "The Official Lost Audio Podcast", ABC.  Modtaget den 5. april 2008.
2. ↑  Lachonis, Jon "DocArzt", (13. marts 2008) "Darlton Lost Interview Arkiveret 31. maj 2008 hos  Wayback Machine", UGO.  Modtaget den 22. marts 2008.
3. ↑  Garcia, Jorge, (25. marts 2008) "Hey Jorge!  A Question for You… Arkiveret 26. august 2021 hos  Wayback Machine", The Fuselage.  Modtaget den 26. marts 2008.
4. ↑  Carabott, Chris (2. maj 2008). IGN: Something Nice Back Home Review. Modtaget den 2. maj 2008.
5. ↑  Compora, Dan (2. maj 2008). SyFy Portal Arkiveret 5. maj 2008 hos  Wayback Machine. Modtaget den 2. maj 2008.
6. ↑  Glatfelter, Jay (2. maj 2008). On Lost: "Something Nice Back Home". Modtaget den 4. maj 2008.
7. ↑  Sorensen, Peter (1. maj 2008). Bleeping Geek.com – LOST: Something Nice Back Home. Modtaget den 2. maj 2008.
8. ↑  Miller, Ross (2. maj 2
008). TV Review: Lost – "Something Nice Back Home" Arkiveret 6. maj 2008 hos  Wayback Machine. Modtaget den 2. maj 2008.
9. ↑  Martell, Erin (2. maj 2008). Lost: Something Nice Back Home – TV Squad. Modtaget den 2. maj 2008.
10. ↑  Szul, Michael (2. maj 2008). Lost: Something Nice Back Home by Michael Szul. Modtaget den 3. maj 2008.
11. ↑  Lost: Something Nice Back Home. Modtaget den 3. maj 2008.
12. ↑  Lost – Review – Something Nice Back Home Arkiveret 7. august 2008 hos  Wayback Machine. Modtaget den 3. maj 2008.
13. ↑  Lost "Something Nice Back Home" – SideReel Arkiveret 5. maj 2008 hos  Wayback Machine. Modtaget den 3. maj 2008.
14. ↑  "Lost" Diary -- Something Back Home. Modtaget den 3. maj 2008.
15. ↑  Gay, Verne, (2. maj 2008) "Dear Old Dads", Newsday.  Modtaget 7. maj 2008.
16. ↑  Sepinwall, Alan, (2. maj 2008) "Sister, Christian", The Star-Ledger.  Modtaget den 4. maj 2008.
17. ↑  Peterson, Karla, (2. maj 2008) "Lost: 'Something Nice Back Home' Arkiveret 4. juli 2008 hos  Wayback Machine", The San Diego Union-Tribune.  Modtaget den 6. maj 2008.
18. ↑  Iacuzio, Tom, (2. maj 2008) "The Lost Report: 'Something Nice Back Home' Arkiveret 3. oktober 2008 hos  Wayback Machine", The Daytona Beach News-Journal.  Modtaget den 6. maj 2008.
19. ↑  Jensen, Jeff, (2. maj 2008) "Unhappy Jack Arkiveret 5. maj 2008 hos  Wayback Machine", Entertainment Weekly.  Modtaget den 4. maj 2008.
20. ↑  Jensen, Jeff, (2. maj 2008) "The Return of the Iconic Eyeball Arkiveret 5. maj 2008 hos  Wayback Machine", Entertainment Weekly.  Modtaget den 4. maj 2008.
21. ↑  Jensen, Jeff, (2. maj 2008) "Jack and Kate Arkiveret 5. maj 2008 hos  Wayback Machine", Entertainment Weekly.  Modtaget den 4. maj 2008.